# Вечірка на Геловін
«Вечірка на Гелоувін» — детективний роман англійської письменниці Агати Крісті, написаний в 1968 році.

## Сюжет
Під час святкування Геловіна, у звичайному будинку Лондона, вбита 15-літня дівчинка Джойс Рейнолдс. Незадовго до загибелі вона розповідала, що багато років тому бачила вбивство. За розслідування береться Еркюль Пуаро.

## Екранізації
- 2010 — Вечірка на Геловін (англ. Hallowe'en Party), повнометражний телефільм, 3 епізод 12 сезону британського серіалу «Пуаро Агати Крісті» з Девідом Суше у головній ролі.
- 2014 — Вбивство на дитячому святі (фр. Meurtre à la kermesse), повнометражний телефільм, 5 епізод другого сезону французького серіалу «Загадкові вбивства Агати Крісті».
- 2023 — Привиди у Венеції (англ. A Haunting in Venice), американський фільм. Режисер і виконавець ролі Пуаро — Кеннет Брана. У стрічці також зайняті Тіна Фей, Келлі Райллі, Мішель Єо, Камілль Коттен та інші.